# Śmierć za idee – ballady Georgesa Brassensa
Niektóre z zamieszczonych tu informacji wymagają weryfikacji.
Dokładniejsze informacje o tym, co należy poprawić, być może znajdują się w dyskusji tego artykułu.
 Po wyeliminowaniu niedoskonałości należy usunąć szablon {{Dopracować}} z tego artykułu.
Śmierć za idee – ballady Georgesa Brassensa to drugi album wydany na kasecie magnetofonowej przez Zespół Reprezentacyjny, nagrany jesienią 1985 w sali klubu „Remont” w Warszawie. Ukazał się wiosną następnego roku, gdy większość członków zespołu odbywała służbę wojskową, pod szyldem ARP i SONiDD (nr kat. ARP033). Kaseta została wznowiona na CD w 2001 przez szczecińską firmę Jacek Music (nr kat. JMC-14).
Wbrew podtytułowi, kaseta przynosiła nie tylko piosenki Georges’a Brassensa, ale także dwóch innych pieśniarzy francuskiego obszaru językowego: To Amsterdam Guya Béarta i Piwko Jacques’a Brela. Wszystkie piosenki przetłumaczyli członkowie i przyjaciele zespołu. Kaseta dokumentowała program pt. Śmierć za idee, z którym zespół występował od początku 1985.

## Lista utworów
1. Zła opinia, 1:58
2. Pornograf, 3:18
3. Dzielna Margot, 3:08
4. Morderstwo, 4:13
5. Łajdak, 2:09
6. Jestem mały miś, 3:55
7. Rogacz, 3:04
8. Kaczusia Piotrusia, 2:31
9. Nie-prośba o rękę, 5:37
10. To Amsterdam, 4:37
11. Goryl, 3:06
12. Cena sławy, 4:38
13. Król, 3:43
14. Wizyta, 2:42
15. Piosenka dla starego wieśniaka, 3:17
16. Piwko, 3:33
17. Śmierć za idee, 3:52

## Skład zespołu
- Jarosław Gugała – fortepian, śpiew
- Filip Łobodziński – gitara klasyczna, śpiew
- Wojciech Wiśniewski – gitara akustyczna, harmonijka, śpiew
- Marek Karlsbad – menedżer